# Бергер, Марселла
Марселла Бергер (нем. Marcella Berger; род. 1954, Брюккен, ФРГ) — немецкая писательница. Лауреат Литературного конкурса союза писателей Люксембурга за 1995 год.

## Биография
Родилась в 1954 году в Брюккене в семье ювелиров. В 1972 году окончила среднюю школу в Кузеле. Продолжила образование в Саарбрюккене. Изучала немецкий язык, философию и общественные науки. Итогом исследований Бергер в области сказок, мифов и гуманистической психологии стали многочисленные радиопередачи, посвящённые образованию и воспитанию детей, а также первые публикации писательницы. Книга «Сказки решают жизненные кризисы. Глубинные психологические подходы к миру сказок» была написана ею на основе школьного радиосериала. В 1977 году она сочеталась браком с Вернером Шефером, и до 1992 года печаталась под фамилией мужа, после чего продолжила издавать свои книги под девичьей фамилией. В 1987 году, вместе с Дирком Бубелем и Аннет Кейнхорст, основала литературный кружок Саарбрюккена, который стал местом встреч и общения саарских писателей и интенсивных дискуссий по проблемам литературного текста. Бергер живёт и работает в Саарбрюккене.

## Критика
Журналист Буркхард Бальцер в своей статье о творчестве Бергер в «Саарбрюккенской газете» написал: «Литература Марселлы Бергер пересекает границы... Это тексты, наполненные поэтикой». Игра языка и оригинальность текста в произведениях писательницы были отмечены литературоведом Катей Леонхардт в издании «Женское литературное творчество в регионах». Критик Рут Русселанге в статье для «Саарбрюккенской газеты» о ней написала следующее: «Бергер пишет забавно, саркастично, тонко, рисует персонажей тонкими линиями, всегда мелодична в своей прозе». Звук, музыкальность, присущая лирике в книгах писательницы, также подчеркивается публицистом Сюзанной Хехт, которая написала об этом так: «Эти эпизоды звучат как проза к песням о любви Паоло Конте. На ярко освещенных кадрах с глубинной резкостью главные герои перемещаются в плотной атмосфере комнаты и становятся безошибочно узнаваемыми и живыми благодаря своему особому тембру». Автор «очень близка к своим персонажам, описывая их мысли, мечты и заблуждения. Эти точные описания, эти различные точки зрения на уязвимость и недопонимание заслуживают того, чтобы быть прочитанными».

## Сочинения
- «Сказки решают жизненные кризисы. Доступ в сказочный мир» (нем. Märchen lösen Lebenskrisen. Zugänge zur Märchenwelt)
- «Невинные мечты и прочие бесконечные истории. Рассказы» (нем. Arglose Träume und andere Geschichten ohne Ende. Erzählungen)
- «Жёны страдальца и другие необоснованные требования. Рассказы по Гомеру» (нем. Die Frauen des Dulders – und andere Zumutungen, Geschichten nach Homer)

## Премии и награды
- Премия Шеффеля[нем.] за особые достижения в области немецкого языка (1972).
- Премия Литературного конкурса Союза писателей Люксембурга (1995).
- Литературная стипендия Саарбрюккена (1998).